# 찰스 로빈슨
찰스 로빈슨(Charlie Robinson, 1945년 11월 9일 ~ 2021년 7월 11일)은 미국의 연극 배우, 텔레비전 배우, 영화배우이다.

## 영화
- 메이비 썸데이 (2015년)
- 러셀 매드니스 (2015년)
- 후비 (2015년)
- 스워브 (2012년)
- 폴링 어웨이 (2012년) - Mr. 킹 역
- 잭슨 (2008년) - 샘 역
- 내추럴 디재스터 (2008년)
- 하우스 버니 (2008년)
- 스팀 (2007년)
- 더 게임 (2006년) - 미스터 토머스 핏츠 역
- 이븐 머니 (2006년)
- 브레이크 어 레그 (2005년) - 캡틴 스티븐스 역
- 리버스 엔드 (2005년) - 펫치 역
- 앤트원 피셔 (2002년)
- 더 플레이어즈 코트 (2000년)
- 크라임 서스펙트 (1999년)
- 전사 베오울프 (1999년)
- 랜드 오브 프리 (1998년)
- 셋 잇 오프 (1996년)
- 크래쉬 코스 (1988년)
- 살아가는 나날들 (1984년)
- 살인 연습 (1982년)
- 헤이와이어 (1980년)
- 뿌리 - 그 다음 세대 (1979년)
- 위기의 핵잠수함 (1978년)
- 블랙 게쉬타포 (1975년)
- 드라이브, 히 세이드 (1971년)